# Tanti piccoli fuochi (miniserie televisiva)
Tanti piccoli fuochi (Little Fires Everywhere) è una miniserie televisiva tratta dal romanzo omonimo del 2017 di Celeste Ng.
È ambientata a Shaker Heights, un sobborgo di Cleveland, Ohio, alla fine degli anni '90 e presenta Reese Witherspoon e Kerry Washington come madri di diversa estrazione socioeconomica.

## Episodi
| Stagione       | Episodi | Prima TV USA | Prima TV Italia |
| -------------- | ------- | ------------ | --------------- |
| Prima stagione | 8       | 2020         | 2020            |

## Personaggi e interpreti

### Principali
- Elena Richardson, interpretata da Reese Witherspoon doppiata da Rossella Acerbo, è una giornalista, padrona di casa, e madre di quattro adolescenti.
- Mia Warren, interpretata da Kerry Washington, una talentuosa artista che lavora part time come cameriera.
- Bill Richardson, interpretato da Joshua Jackson, un avvocato e marito di Elena.
- Linda McCullough, interpretata da Rosemarie DeWitt, un'amica d'infanzia di Elena.
- Lexie Richardson, interpretata da Jade Pettyjohn, è la figlia maggiore di Elena e Bill.
- Pearl Warren, interpretata da Lexi Underwood, è la figlia di Mia, studentessa dotata e poetessa in erba.
- Izzy Richardson, interpretata da Megan Stott, è la figlia minore di Elena e Bill è la pecora nera della famiglia.
- Moody Richardson, interpretato da Gavin Lewis, è il figlio minore di Elena e Bill.
- Trip Richardson, interpretato da Jordan Elsass il figlio maggiore di Elena e Bill, un atleta popolare.

### Secondari
- Bebe Chow, interpretata da Huang Lu, doppiata da Letizia Ciampa, collega di lavoro di Mia.
- Mark McCullough, interpretato da Geoff Stults, doppiato da Riccardo Scarafoni, è il marito di Linda.
- George Wright, interpretato da Obba Babatundé, doppiato da Pino Ammendola, è il padre di Mia.
- Regina Wright, interpretata da Melanie Nicholls-King, doppiata da Stella Gasparri, è la madre di Mia.
- Joe Ryan, interpretato da Jesse Williams, doppiato da Edoardo Stoppacciaro.
- Jamie Caplan, interpretato da Luke Bracey, doppiato da Stefano Crescentini, è il primo fidanzato di Elena.
- Pauline Hawthorne, interpretata da Anika Noni Rose, doppiata da Domitilla D'Amico, è la mentore artistica di Mia.
- Elena (da giovane), interpretata da AnnaSophia Robb, doppiata da Giulia Franceschetti.
- Mia (da giovane), interpretata da Tiffany Boone, doppiata da Erica Necci.
- Bill (da giovane), interpretato da Matthew Barnes, doppiato da Luca Mannocci.